# Hiltonius erythrotypus
Hiltonius erythrotypus är en mångfotingart som beskrevs av Chamberlin 1943. Hiltonius erythrotypus ingår i släktet Hiltonius och familjen Spirobolidae. Inga underarter finns listade i Catalogue of Life.